# Borovac (Pakleni otoci)
Borovac je nenaseljeni otočić u hrvatskom dijelu Jadranskog mora. Otok leži između otoka Marinkovac i Sveti Klement, zapadno od njega je Planikovac, od kojeg ga dijeli 50 m širok kanal Malo Ždrilo. Najviši vrh je visok 46 mnm.
Njegova površina iznosi 0,168 km². Dužina obalne crte iznosi 1,88 km.